# سفين أرنتزن
سفين أرنتزن (بالنرويجية البوكمول: Sven Arntzen)‏ هو قاضي ومحامي نرويجي، ولد في 4 أبريل 1897، وتوفي في 27 نوفمبر 1976.